# 「untitled」
『「untitled」』（アンタイトル）は、日本の男性アイドルグループ・嵐の通算16枚目となるオリジナル・アルバム。2017年10月18日にジェイ・ストームから発売された。

## 概要
前作『Are You Happy?』から約1年振りのアルバム。初回限定盤、通常盤の2種類で発売。初回限定盤にはリードトラック『「未完」』のビデオ・クリップ、メイキングにスペシャル映像を収録したDVDを付属。通常盤はCD2枚組になっており、2枚目にボーナストラック1曲とユニット曲4曲を収録。ユニット曲がCDに収録されるのは初めてである。
アルバムの最後に、嵐としては初の試みである組曲「Song for you」が収録されている。
自身としては、平成最後のアルバムとなった。
2020年2月7日より、通常盤収録曲のデジタル配信、及びサブスクリプション配信が解禁された。

## チャート成績
2017年10月24日発表の10月30日付オリコン週間アルバムランキングにて、初週66.8万枚を売り上げ、初登場1位を獲得。初週売上は前作『Are You Happy?』の63.7万枚を上回る好発進で、アルバム通算16作目の1位を獲得した。アルバム通算16作目の1位獲得は、男性アーティスト（ソロも含む）歴代1位記録。アルバム1位獲得連続年数は『いざッ、Now』（2004年度で獲得）から14年連続となり、男女グループ歴代1位記録を更新した。
2017年12月23日発表の「第50回オリコン年間ランキング2017」にて、累積77万4993枚を売り上げ、2017年度3位を獲得した。

## 収録曲

### CD

#### Disc 1
1. Green Light [4:16]
作詞：AKIRA・JUNE、作曲：Christofer Erixon・Josef Melin、編曲：石塚知生
2. つなぐ [4:08]
  - 52ndシングル
3. 「未完」[注 2] [3:26]
作詞：JUNE、Rap詞：櫻井翔、作曲：Josef Melin、編曲：佐々木博史
  - 本作のリードトラック。

過去に嵐が取り組んだ様々なジャンルが曲の中に散りばめられている[6]。
メンバーの二宮がパーソナリティを務めるbayfmのラジオ番組『BAY STORM』（2017年9月24日放送分）で初オンエアされた[7]。
間奏でモーツァルト作曲の『交響曲第40番』第1楽章がサンプリングされている。
4. Sugar [3:52]
作詞：HIKARI、作曲：iiiSAK, HIKARI、編曲：iiiSAK
5. Power of the Paradise [4:38]
  - 50thシングル
6. ありのままで [3:28]
作詞：Atsushi Shimada・MiNE、作曲：Christofer Erixon・Joakim Bjornberg・Atsushi Shimada、編曲：Atsushi Shimada
7. 風雲 [3:29]
作詞：IROCO-STAR、作曲：Erik Lidbom・Simon Janlov、編曲：metropolitan digital clique
8. I'll be there [4:11]
  - 51stシングル
9. 抱擁 [3:45]
作詞：ORI、Rap詞：櫻井翔
作曲：Victor Sagfors・Peter Boyes・Caroline Gustavsson、編曲：吉岡たく
10. Pray [5:03]
作詞：IROCO-STAR・村松裕子、作曲：Erik Lidbom・wonder note、編曲：Erik Lidbom
11. 光 [5:00]
作詞：Komei Kobayashi、Rap詞：櫻井翔、作曲：久保田真悟・KOUDAI IWATSUBO・佐々木久美、編曲：久保田真悟
メンバーの二宮がパーソナリティを務めるbayfmのラジオ番組『BAY STORM』（2017年10月15日放送分）で初オンエアされた。
12. 彼方へ [4:36]
作詞：RUCCA、作曲：TAKAROT・iiiSAK、編曲：TAKAROT・河合英嗣
13. Song for you [11:29]
作詞：市川喜康、作曲：Simon Janlov・wonder note・Kevin Charge・Erik Lidbom・SHIROSE・山下康介、編曲：山下康介
嵐としては初の試みとなる組曲。
10分以上の尺の中に様々なジャンルの曲調が組み込まれており、嵐の過去、現在、未来を感じさせる壮大な楽曲になっている。

#### Disc 2
※通常盤のみ
1. バズりNIGHT [3:57] - 相葉雅紀・大野智・櫻井翔
作詞：多田慎也、作曲：A.K.Janeway・多田慎也、編曲：A.K.Janeway
2. 夜の影 [3:46] - 松本潤・二宮和也・大野智
作詞：Funk Uchino、作曲：MLC・Soma Genda、編曲：Soma Genda・Captain B
大野が振付を担当した。
3. UB [4:13] - 相葉雅紀・二宮和也
作詞：ASIL、作曲：Samuel Waermö・Stefan Ekstedt・Didrik Thott、編曲：佐々木博史
4. Come Back [3:52] - 松本潤・櫻井翔
作詞・作曲・編曲：田中直、Rap詞：櫻井翔
5. カンパイ・ソング [4:34]
作詞：halmelnuts、作曲：Kehn Mind、編曲：河合英嗣、ブラスアレンジ：菊谷知樹
  - ボーナストラック

### DVD
※初回限定盤のみ
1. 『｢未完｣』ビデオ・クリップ+スペシャル･メイキング
  - MVのテーマは、「光と影」「虚像と実像」といった「二面性」[8]。
  - MVの監督は、米津玄師の「orion」「灰色と青」などを手掛けた山田健人。

## 映像作品
Green Light
- ARASHI LIVE TOUR 2017-2018 「untitled」
- 5×20 All the BEST!! 1999-2019（初回限定盤2）

「未完」
- ARASHI LIVE TOUR 2017-2018 「untitled」
- 5×20 All the BEST!! 1999-2019（初回限定盤2）
- 5×20 All the BEST!! CLIPS 1999-2019（初回限定盤）（PV映像）

Sugar
- ARASHI LIVE TOUR 2017-2018 「untitled」
- アラフェス2020 at 国立競技場

風雲
- ARASHI LIVE TOUR 2017-2018 「untitled」

抱擁
- ARASHI LIVE TOUR 2017-2018 「untitled」

Pray
- ARASHI LIVE TOUR 2017-2018 「untitled」

光
- ARASHI LIVE TOUR 2017-2018 「untitled」

彼方へ
- ARASHI LIVE TOUR 2017-2018 「untitled」

Song for you
- ARASHI LIVE TOUR 2017-2018 「untitled」

バズりNIGHT
- ARASHI LIVE TOUR 2017-2018 「untitled」

夜の影
- ARASHI LIVE TOUR 2017-2018 「untitled」

UB
- ARASHI LIVE TOUR 2017-2018 「untitled」

Comd Back
- ARASHI LIVE TOUR 2017-2018 「untitled」

カンパイ・ソング
- ARASHI LIVE TOUR 2017-2018 「untitled」
- アラフェス2020 at 国立競技場